# St. Jakob (Obersüßbach)

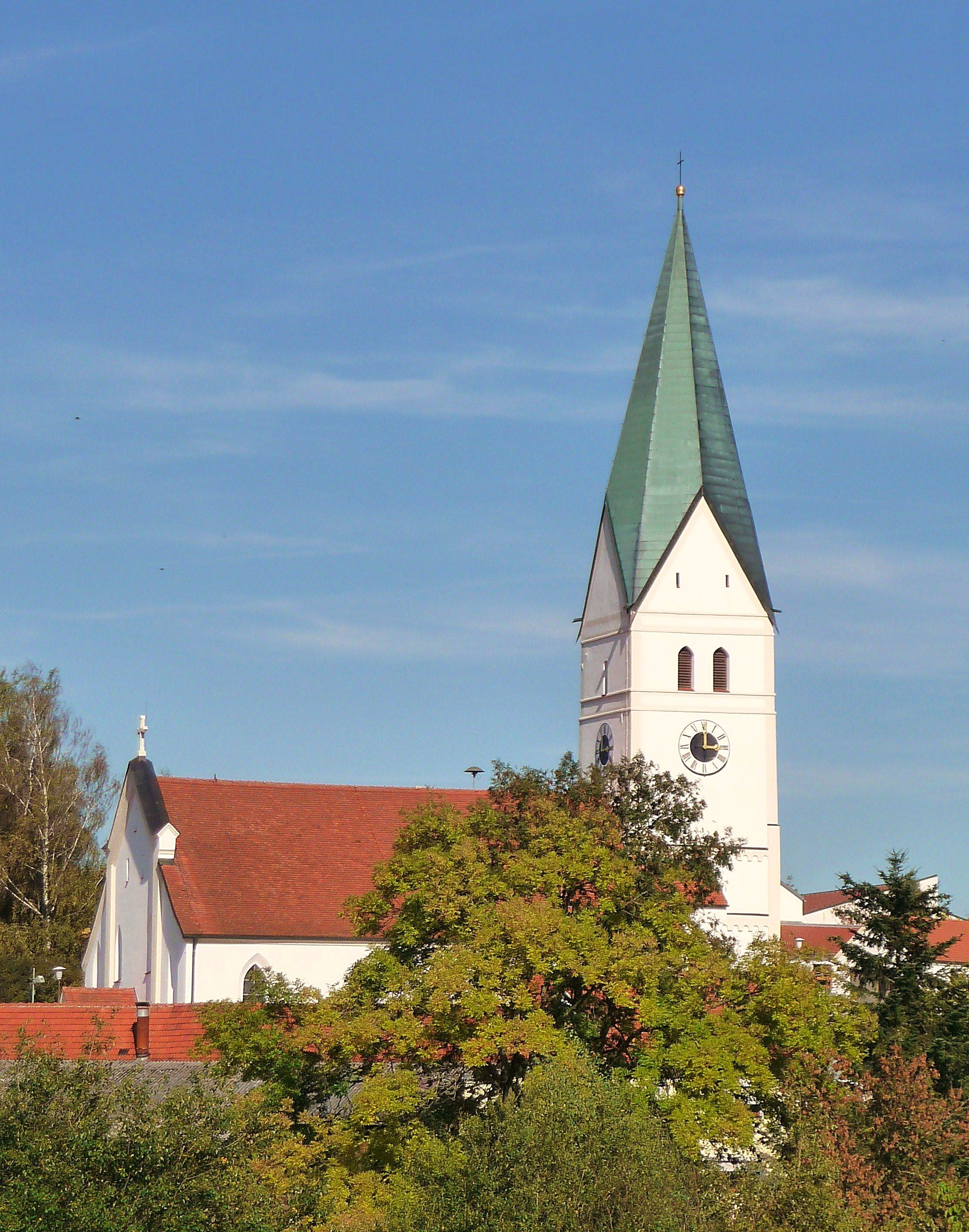
Pfarrkirche St. Jakob Obersüßbach. Außenansicht

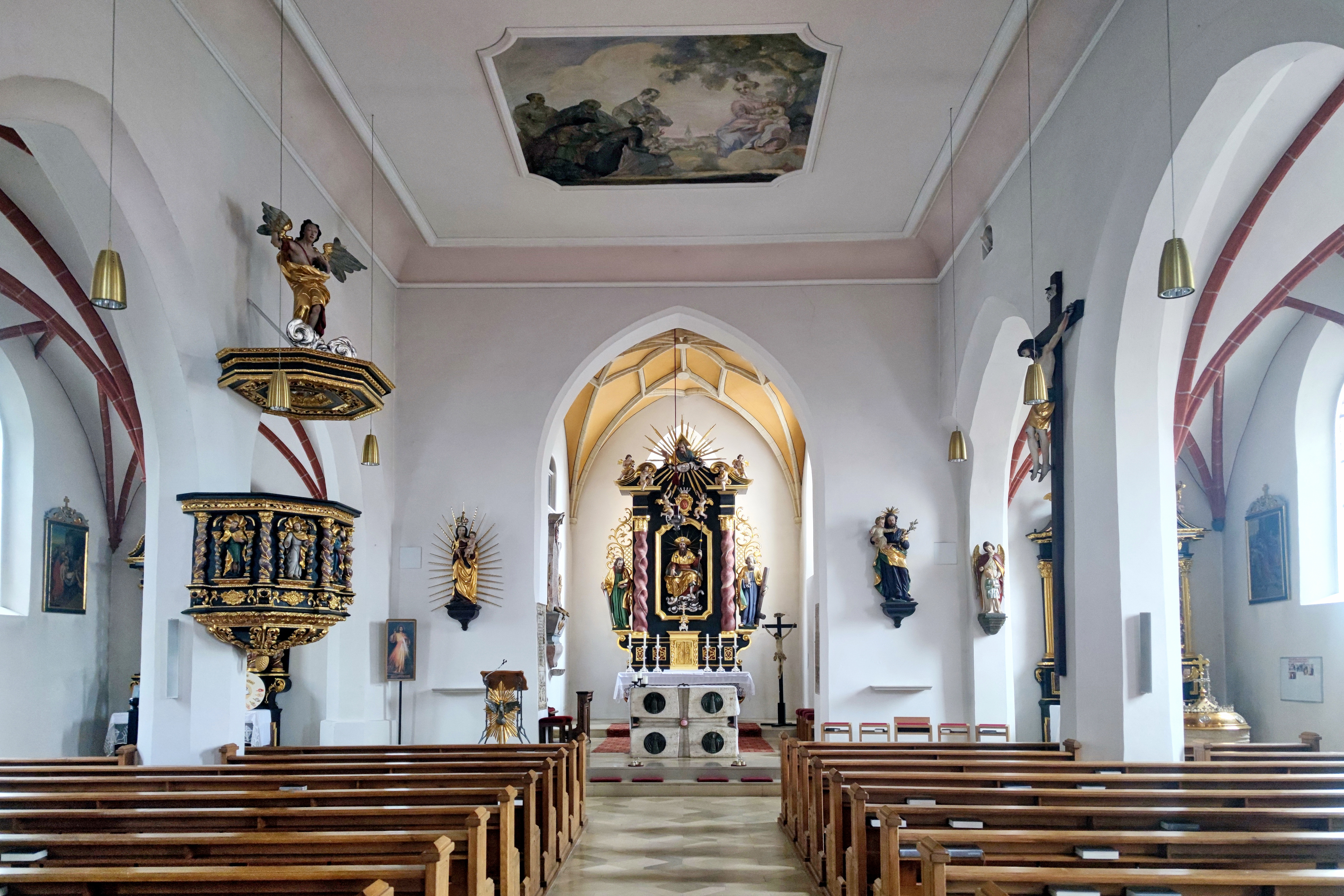
Pfarrkirche St. Jakob: Innenraum

Die römisch-katholische Pfarrkirche St. Jakob in Obersüßbach, einem Dorf im niederbayerischen Landkreis Landshut, ist eine im Kern romanische Anlage aus dem 12. oder 13. Jahrhundert, die spätgotisch verändert und neugotisch erweitert wurde. Kirchenpatron ist der heilige Jakobus der Ältere (Gedenktag: 25. Juli), einer der zwölf Apostel Jesu Christi.

## Geschichte
Die im Kern romanische Chorturmanlage, die aus dem 12. oder 13. Jahrhundert und in der Zeit der Spätgotik zum Beispiel durch das neu geschaffene Rippengewölbe im Chor verändert wurde, erweiterte man in den Jahren 1877 bis 1880 im neugotischen Stil. Dabei wurde das Langhaus um eine Fensterachse nach Westen verlängert, es wurden die beiden Seitenschiffe angebaut und eine doppelgeschossige Sakristei errichtet. Bereits 1869 war in den Turm ein Uhrwerk eingebaut worden.
In den 1950er Jahren erfolgte eine Turmrenovierung, von 1970 bis 1974 eine Innenrenovierung. Seit der letzten Außenrenovierung, die im Jahr 1988 abgeschlossen werden konnte, wird das Gotteshaus nachts von Scheinwerfern angestrahlt.

## Architektur
Die Pfarrkirche St. Jakob ist eine nach Osten ausgerichtete Chorturmkirche. Im Erdgeschoss des mächtigen Turmes mit quadratischem Grundriss befindet sich der gedrungen wirkende, eingezogene Chorraum mit einem spätgotischen Sterngewölbe. Den oberen Abschluss des Turmes bildet ein achtseitiger Spitzhelm über vier Dreiecksgiebeln. Das Langhaus ist dreischiffig ausgeführt. Alle drei Schiffe sind unter einem gemeinsamen Satteldach vereint; jedes der Schiffe umfasst vier Joche. Die repräsentative Westfassade, an die ein kleiner Vorbau mit dem Kirchenportal angefügt ist, wird von einem Kreuz bekrönt. Die Fensteröffnungen, je vier in den Seitenschiffen und zwei im Chorraum, sind spitzbogig ausgeführt.
Das Kircheninnere präsentiert sich trotz der Trennung in drei Schiffe als weiter, lichter Raum. Die Trennung zwischen den Schiffen erfolgt mittels spitzer Scheidbögen mit Schräggewände. Ebenso ist der Chorbogen gestaltet. Das Mittelschiff besitzt eine Flachdecke, in die die Scheidmauern mittels einer breiten Hohlkehle übergehen. Das neugotische Gewölbe der Seitenschiffe, ein Sterngewölbe mit gekehlten Rippen auf Spitzkonsolen, ist dem Chorgewölbe nachgebildet. Im rückwärtigen Langhausjoch ist eine Holzempore eingezogen, die lediglich das Mittelschiff überspannt. Im südlichen Seitenschiff befindet sich der Emporenaufgang in Form einer freistehenden Wendeltreppe. An den Chorraum ist auf der Nordseite die zweistöckige Sakristei angebaut, die sich im Obergeschoss zu einem Oratorium öffnet.

## Ausstattung

### Hochaltar
Der Hochaltar ist eine neobarocke Arbeit, die in Wörishofen entstanden sein soll. Er war ursprünglich für die Pfarrkirche St. Nikola in Landshut bestimmt, kam aber mithilfe des damaligen Bezirksheimatpflegers und des damaligen Ortspfarrers Kramer nach Obersüßbach. Der Aufbau wird von zwei gewundenen Säulen sowie seitlichem Rank- und Gitterwerk begleitet. In einem zentral zwischen den Säulen angeordneten Schrein ist der Kirchenpatron Jakobus mit Pilgerstab, Pilgerhut, Mantel und Buch dargestellt. Die Barockfigur stammt aus der Zeit um 1700 und orientierte sich vermutlich an einem spätgotischen Vorbild. Darüber sind zwei Putten im Halbrelief dargestellt, die eine Kartusche mit der Inschrift JMJ, den Initialen von Jesus, Maria und Josef, halten. Als Assistenzfiguren fungieren der Apostel Paulus (links) mit Buch und Schwert sowie der Apostel Petrus (rechts) mit Schlüssel und Petruskreuz. Im Auszug ist zwischen zwei Giebelhälften mit Voluten in einem Strahlenkranz Gott Vater, flankiert von vier musizierenden Engeln, dargestellt. Als Hintergrund dient ein gleichseitiges Dreieck als Symbol für die Heilige Dreifaltigkeit.

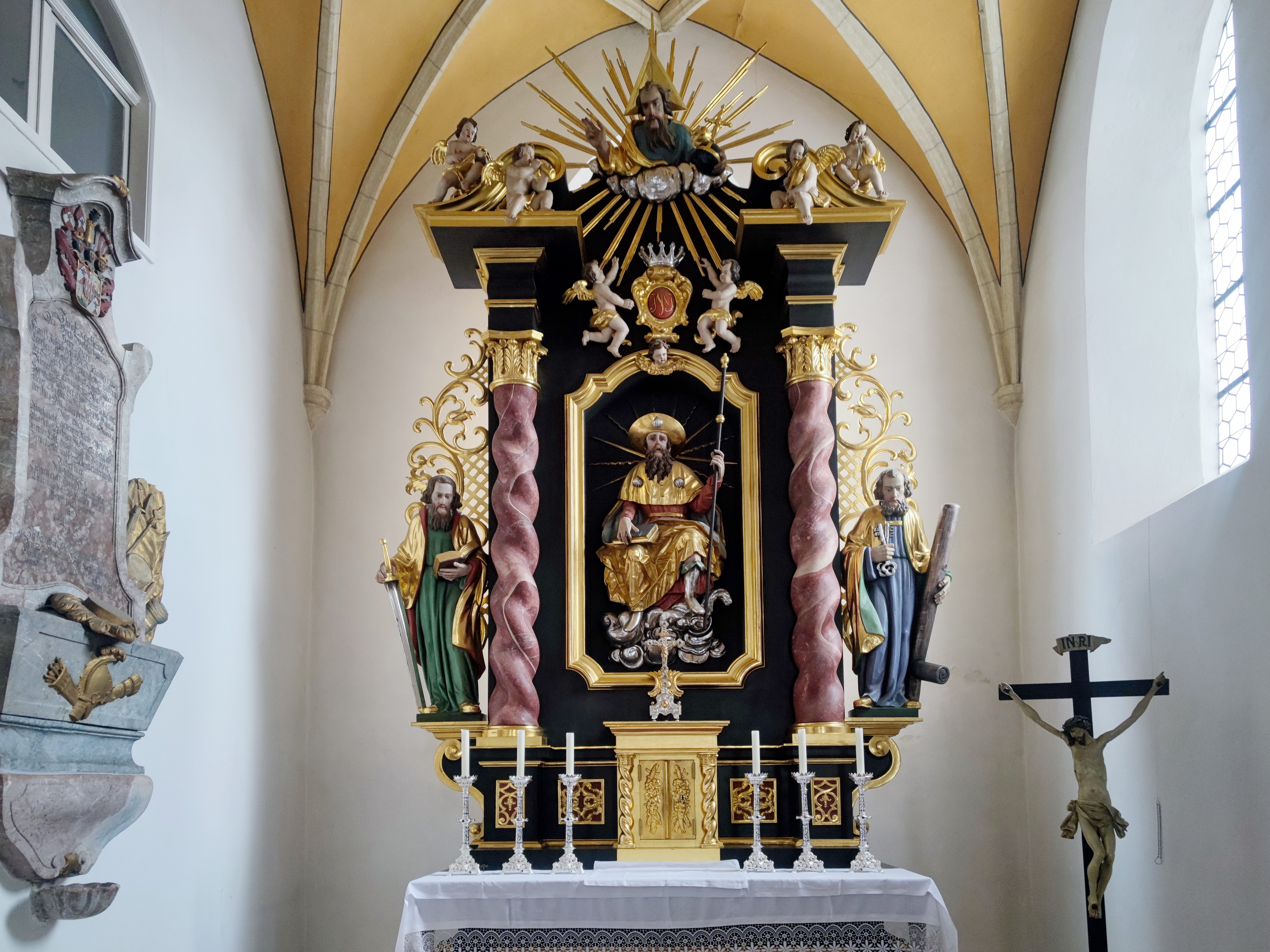
Hochaltar
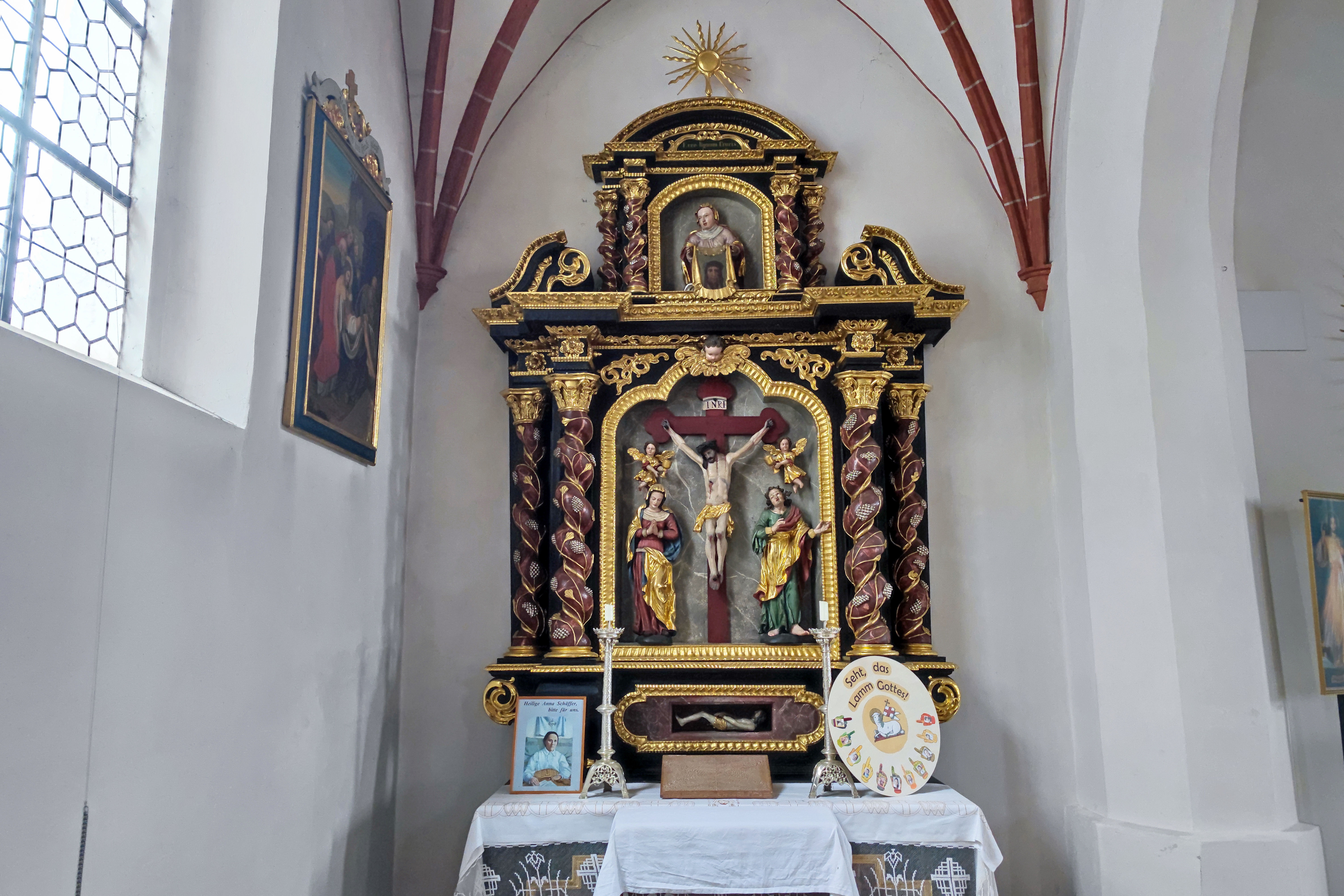
Nördlicher Seitenaltar
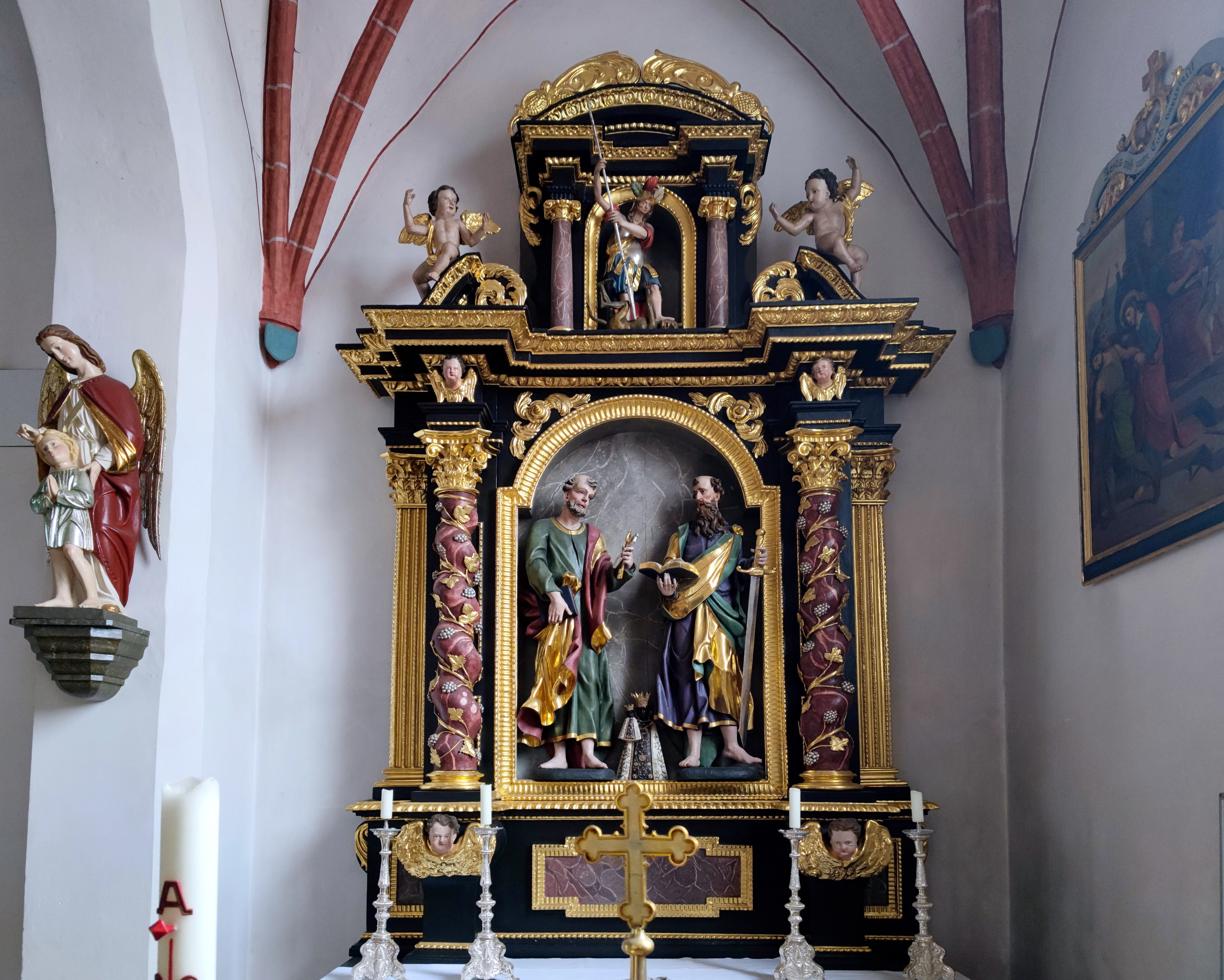
Südlicher Seitenaltar
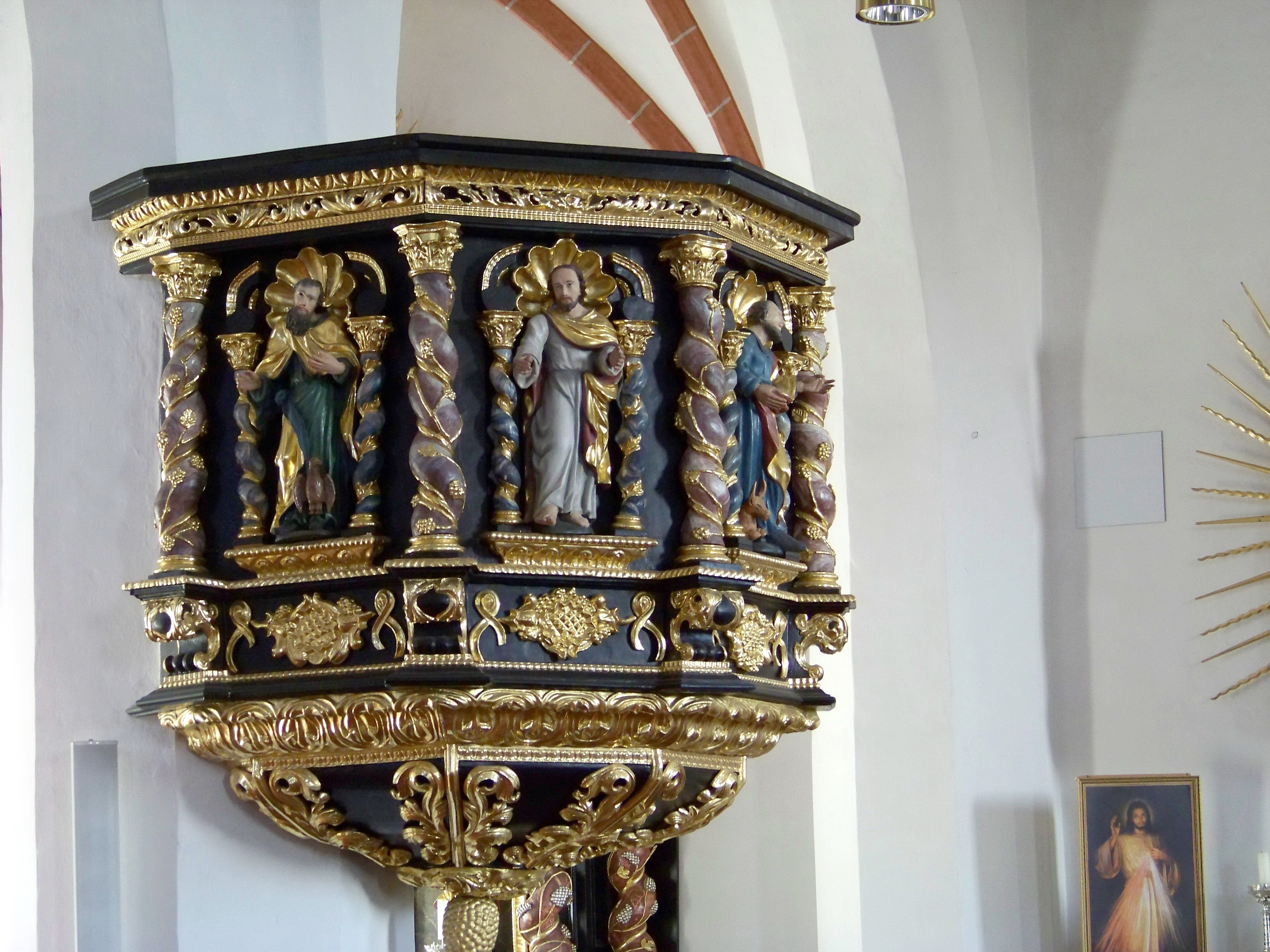
Kanzelkorb
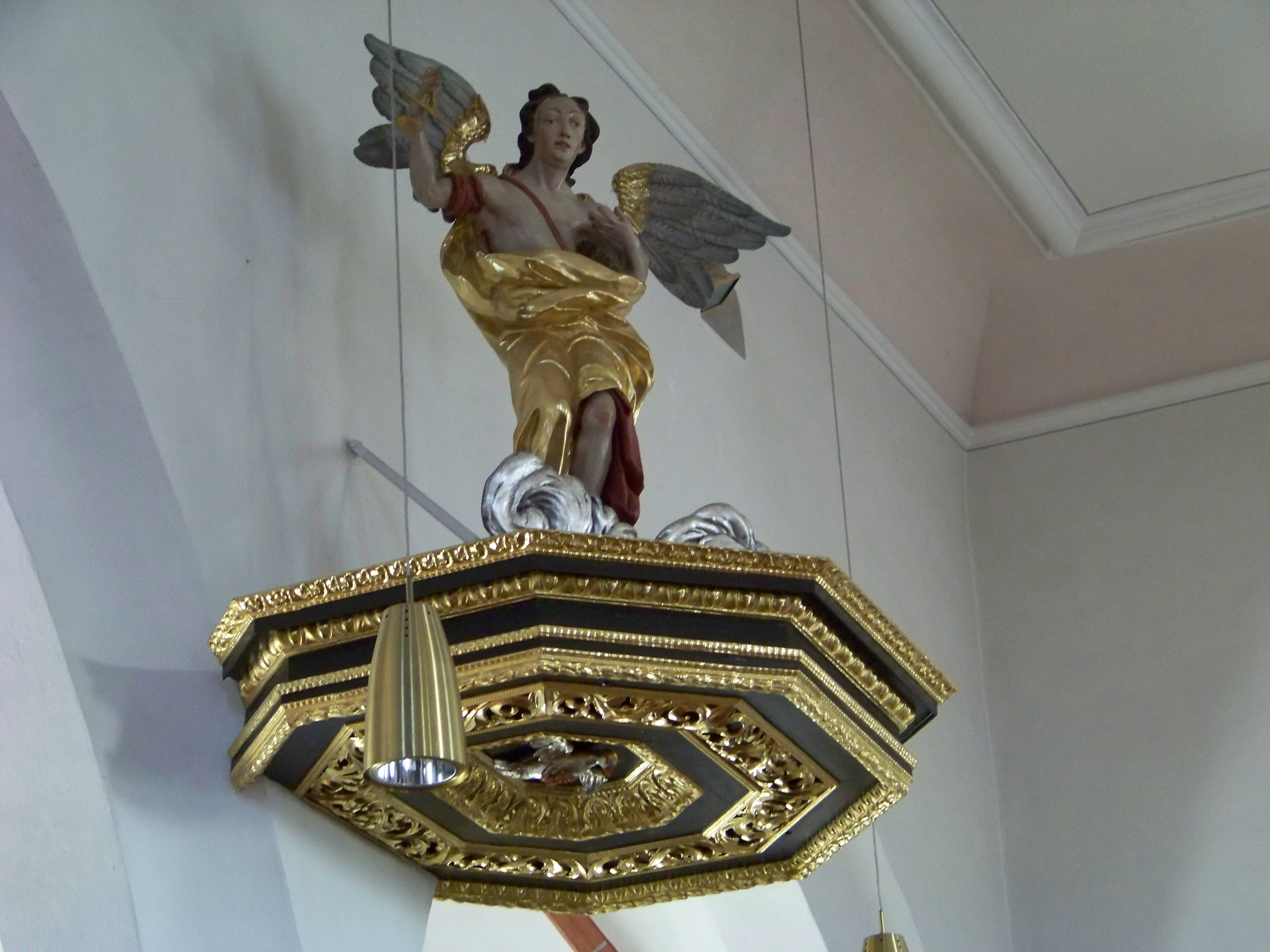
Schalldeckel der Kanzel

### Seitenaltäre
Die beiden Seitenaltäre, die man an den Stirnwänden der Seitenschiffe aufgestellt hat, sind bemerkenswerte hochbarocke Arbeiten des späten 17. Jahrhunderts. Der nördliche (linke) Seitenaltar besitzt einen Aufbau mit vier gewundenen, weinlaubumrankten Säulen, die einen flachen, mit eingezogenem Rundbogen schließenden Schrein umrahmen. Dieser enthält eine geschnitzte Kreuzigungsgruppe. Zu beiden Seiten des Gekreuzigten befinden sich die heilige Maria (links) und der „Lieblingsjünger“ Johannes. Zwei Engelsfiguren begleiten die Szenerie. Der zwischen zwei Volutengiebeln angeordnete Altarauszug wird ebenfalls von vier gewundenen Säulchen getragen, die wiederum mit Weinlaub umrankt sind. In einem segmentbogig schließenden Schrein befindet sich eine Figur der heiligen Veronika mit dem Schweißtuch Christi.
Der südliche (rechte) Seitenaltar weist ähnliche Stilmerkmale auf, besitzt jedoch eine etwas einfachere Gestaltung. Der Aufbau wird lediglich von zwei gewundenen Säulen getragen, die ebenfalls mit Weinlaub besetzt sind. Anstelle des äußeren Säulenpaares befinden sich zwei kannelierte Pilaster, deren Stege mit Perlstäben versehen sind. An zentraler Position befindet sich ein flacher Schrein, der von einem nur minimal eingezogenen Rundbogen abgeschlossen wird. Er enthält Figuren der Apostel Petrus (links) und Paulus (rechts). Der von zwei Rundsäulen getragene Altarauszug enthält einen Rundbogenschrein mit einer Figur des Erzengels Michael im Kampf mit dem Bösen. Seitlich neben dem Chorbogen befinden sich Figuren der heiligen Maria mit Kind (links) und des heiligen Josef mit Kind (rechts), die von früheren Chorbogenaltären stammen.

### Kanzel
Die reich verzierte, barocke Kanzel befindet sich am ersten Pfeiler zwischen Mittelschiff und nördlichem Seitenschiff. Der polygonale Korpus ist an den Kanten mit gewundenen, weinlaubumrankten Säulchen besetzt. In den Feldern dazwischen befinden sich Nischen mit den Figuren Christi und der vier Evangelisten, die von je einem Paar gleicher Säulchen in etwas kleinerer Ausführung flankiert werden. Die Kanzelstiege im nördlichen Seitenschiff wird ebenfalls durch gewundene Pilaster in Felder eingeteilt, die mit Akanthusrankwerk verziert sind. Die Unterseite des Schalldeckels bildet eine Art Kassettendecke; auf dieser befindet sich ein Relief der Heilig-Geist-Taube. Obenauf ist eine etwa lebensgroße Figur des Erzengels Michael als Seelenwäger zu sehen.

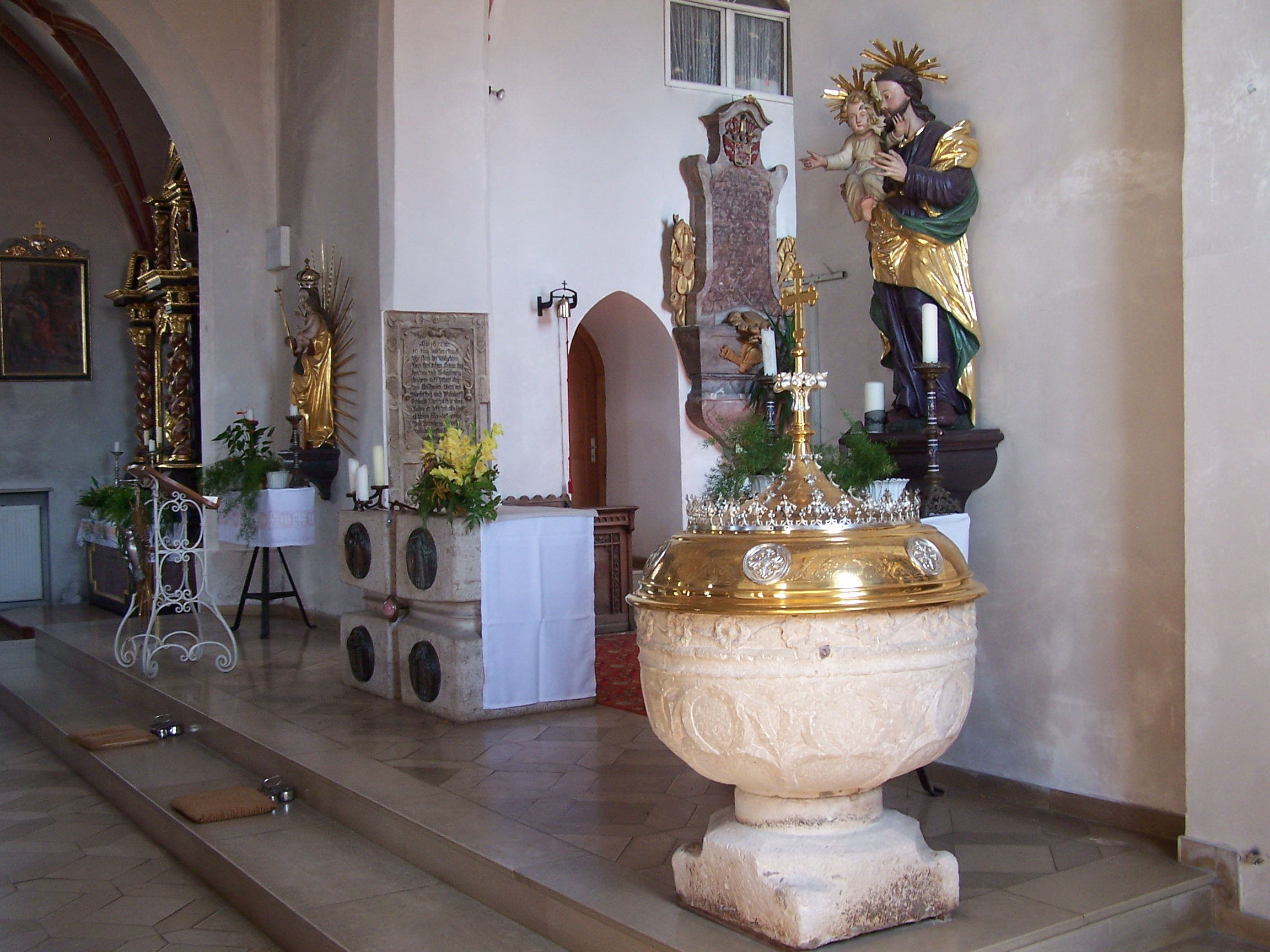
Gotischer Taufstein

### Taufstein
Von besonderer Bedeutung ist der gotische Taufstein, der auf das 14. Jahrhundert datiert wird. Er steht auf einem kräftigen, viereckigen Sockel mit abgekehlten Ecken. Darauf erhebt sich die mit Maßwerkselementen verzierte Schale, die im oberen Drittel einen Rosettenfries zeigt. Im Jahr 1906 wurde der Taufstein mit einem in Gold und Silber verzierten Deckel versehen.

### Übrige Ausstattung
An der Wand des nördlichen Seitenschiffes befindet sich eine barocke Figur der heiligen Katharina mit dem gebrochenen Rad. An der Rückwand des nördlichen Seitenschiffs ist eine ebenfalls barocke Figur des Kirchenpatrons Jakobus zu sehen. Außerdem enthält die Kirche zahlreiche Epitaphien ehemaliger Adliger, Pfarrherren oder anderer Herrschaften aus Obersüßbach, wobei die ältesten noch aus gotischer Zeit stammen.